# Šuja (fiume)
La Šuja (in russo Шуя?; in finlandese Suojoki) è un fiume della Russia europea nordoccidentale (Repubblica di Carelia), tributario del lago Onega (bacino idrografico dello Svir').
Ha origine come emissario del lago Suojarvi, posto nella parte meridionale delle alture della Carelia occidentale; scorre con direzione dapprima mediamente meridionale, successivamente (a valle dell'insediamento di Sodder) mediamente orientale, attraversando una regione di basse colline moreniche alternate ad aree paludose e ricche di laghi. La Sjanga lo alimenta con acque provenienti dal lago Syamozero.
Pochi chilometri a valle dell'insediamento di Šuja, il fiume sfocia nel piccolo lago Logmozero, situato a brevissima distanza dal lago Onega e ad esso collegato da un altro breve corso d'acqua. Il principale affluente della Šuja è il Taras-Joki, proveniente dalla sinistra idrografica, che confluisce nella Šuja pochi chilometri dopo che quest'ultima è uscita dal lago Suojarvi.
La Šuja è gelata, mediamente, da dicembre a fine aprile; negli altri mesi, viene utilizzata per la fluitazione del legname.